# Ісаєв Вадим Анатолійович
Вади́м Анато́лійович Іса́єв (? — 2022) — рядовий Національної поліції України, відзначився у ході російського вторгнення в Україну.

## Біографія
Народився в Маріуполі, закінчив школу № 2, потім здобув освіту електромеханіка.
Любив спорт і займався екстремальним катанням на велосипеді BMX, вигравав міські змагання.
У 2017 році долучився до лав патрульної поліції. Його багато разів залучали до завдань у зоні ООС
Вадим Ісаєв загинув у Маріуполі, коли росіяни влучили з танка в будівлю, де перебували поліцейські.

## Нагороди
- орден «За мужність» III ступеня (2022, посмертно) — за особисту мужність і самовіддані дії, виявлені у захисті державного суверенітету та територіальної цілісності України, вірність військовій присязі.